# Olympische Sommerspiele 2012/Gewichtheben – Mittelschwergewicht (Männer)
Das Gewichtheben der Männer in der Klasse bis 94 kg (Mittelschwergewicht) bei den Olympischen Spielen 2012 in London fand am 4. August 2012 im ExCeL Exhibition Centre statt. Es traten 21 Sportler aus 18 Ländern an.
Der Wettbewerb bestand aus zwei Teilen: Reißen (Snatch) und Stoßen (Clean and Jerk). Die Teilnehmer traten in zwei Gruppen zuerst im Reißen an, bei dem sie drei Versuche hatten. Wer ohne gültigen Versuch blieb, schied aus. Im Stoßen hatte wieder jeder Starter drei Versuche. Der Sportler mit dem höchsten zusammenaddierten Gewicht gewann. Im Falle eines Gleichstandes gab das geringere Körpergewicht den Ausschlag.

## Titelträger
| Weltmeister   | Reißen    | Alexander Iwanow | 186 kg | WM 2011 in Paris |
| Weltmeister   | Stoßen    | Ilja Iljin       | 226 kg | WM 2011 in Paris |
| Weltmeister   | Zweikampf | Ilja Iljin       | 407 kg | WM 2011 in Paris |
| Olympiasieger | Zweikampf | Szymon Kołecki   | 403 kg | Peking 2008      |

## Bestehende Rekorde
| Weltrekord    | Reißen    | Akakios Kachiasvilis | 188 kg | Athen, Griechenland | 27. November 1999  |
| Weltrekord    | Stoßen    | Szymon Kołecki       | 232 kg | Sofia, Bulgarien    | 29. April 2000     |
| Weltrekord    | Zweikampf | Akakios Kachiasvilis | 412 kg | Athen, Griechenland | 27. November 1999  |
| Olympiarekord | Reißen    | Kourosh Bagheri      | 187 kg | Sydney, Australien  | 24. September 2000 |
| Olympiarekord | Stoßen    | Szymon Kołecki       | 224 kg | Peking, China       | 17. August 2005    |
| Olympiarekord | Zweikampf | Milen Dobrew         | 407 kg | Athen, Griechenland | 23. August 2004    |

## Zeitplan
- Gruppe A: 4. August 2012, 15:30 Uhr
- Gruppe B: 4. August 2012, 19:00 Uhr

## Endergebnis
| Platz | Sportler            | Land           | Gruppe | Körper- gewicht | Reißen (kg) | Reißen (kg) | Reißen (kg) | Reißen (kg) | Stoßen (kg) | Stoßen (kg) | Stoßen (kg) | Stoßen (kg) | Zweikampf |
| Platz | Sportler            | Land           | Gruppe | Körper- gewicht | 1           | 2           | 3           | Ergebnis    | 1           | 2           | 3           | Ergebnis    | Zweikampf |
| ----- | ------------------- | -------------- | ------ | --------------- | ----------- | ----------- | ----------- | ----------- | ----------- | ----------- | ----------- | ----------- | --------- |
| 1     | Saeid Mohammadpour  | Iran           | A      | 94,00           | 177         | 180         | 183         | 183         | 219         | 224         | 226         | 219         | 402       |
| 2     | Kim Min-jae         | Südkorea       | A      | 93,68           | 178         | 182         | 185         | 185         | 210         | 220         | 221         | 210         | 395       |
| 3     | Tomasz Zieliński    | Polen          | B      | 93,61           | 167         | 172         | 175         | 175         | 208         | 210         | 215         | 210         | 385       |
| 4     | Aleksandr Makarenko | Belarus        | B      | 93,65           | 165         | 170         | 175         | 175         | 200         | 205         | 209         | 209         | 384       |
| 5     | Kostjantyn Pilijew  | Ukraine        | B      | 93,59           | 160         | 166         | 166         | 166         | 200         | 206         | 206         | 206         | 372       |
| 6     | David Kavelasvili   | Griechenland   | B      | 93,21           | 165         | 170         | 173         | 170         | 200         | 205         | 205         | 200         | 370       |
| 8     | Abbas al-Qaisoum    | Saudi-Arabien  | B      | 93,06           | 140         | 150         | 155         | 155         | 171         | 180         | 185         | 180         | 335       |
| 9     | Peter Kirkbride     | Großbritannien | B      | 93,37           | 138         | 142         | 142         | 138         | 180         | 185         | 190         | 190         | 328       |
| 10    | David Katoatau      | Kiribati       | B      | 93,32           | 135         | 140         | 140         | 140         | 185         | 190         | 190         | 185         | 325       |
| 11    | Christopher Pavón   | Honduras       | B      | 93,20           | 130         | 135         | 140         | 140         | 170         | 177         | 180         | 180         | 320       |
| 12    | Miika Antti-Roiko   | Finnland       | B      | 93,63           | 140         | 140         | 140         | 140         | 180         | 180         | 185         | 180         | 320       |
| 13    | Jean Greeff         | Südafrika      | B      | 93,32           | 130         | 137         | 141         | 137         | 170         | 175         | 176         | 176         | 313       |
| —     | Arsen Kasabijew     | Polen          | A      | 93,56           | 170         | 174         | 174         | 170         | —           | —           | —           | —           | DNF       |
| —     | Ilja Iljin          | Kasachstan     | A      | 93,52           | 177         | 182         | 185         | —           | 224         | 228         | 233         | —           | DSQ       |
| —     | Alexander Iwanow    | Russland       | A      | 93,30           | 180         | 185         | 185         | —           | 215         | 224         | 229         | —           | DSQ       |
| —     | Anatolii Cîrîcu     | Moldau         | A      | 93,29           | 178         | 181         | 181         | —           | 220         | 226         | 228         | —           | DSQ       |
| —     | Andrei Demanow      | Russland       | A      | 93,85           | 175         | 180         | 182         | —           | 215         | 225         | 225         | —           | DSQ       |
| —     | İntiqam Zairov      | Aserbaidschan  | A      | 93,17           | 175         | 175         | 182         | —           | 215         | 223         | 225         | —           | DSQ       |
| —     | Almas Öteschow      | Kasachstan     | A      | 93,15           | 167         | 173         | 175         | —           | 213         | 220         | 225         | —           | DSQ       |
| —     | Norayr Wardanjan    | Armenien       | A      | 93,83           | 170         | 175         | 175         | —           | 210         | 216         | 216         | —           | DSQ       |
| —     | Endri Karina        | Albanien       | B      | 93,90           | 155         | 155         | 161         | —           | 185         | 190         | 195         | —           | DSQ       |

Wie das IOC im August 2016 bekanntgab, trat der Kasache Ilja Iljin, der sich bereits bei den Spielen 2008 mit Hilfe von Dopingmitteln die Goldmedaille erschlichen hatte, auch 2012 gedopt an und kam damit ebenfalls auf den ersten Platz. Er wurde disqualifiziert und bekam die Goldmedaillen von 2008 und 2012 aberkannt. Auch der zweitplatzierte Russe Alexander Iwanow war gedopt, genauso der drittplatzierte Moldawier Anatolii Cîrîcu, der aufgrund eines im September 2016 erfolgten Nachtests überführt wurde und nach 2007 und 2015 nun ein dreifacher Wiederholungstäter ist.
Es steht außerdem seit September 2016 fest, dass der viertplatzierte Russe Andrei Demanow, der sechstplatzierte Aserbaidschaner İntiqam Zairov und der siebtplatzierte Kasache Almas Öteschow gedopt gewesen waren. Im Oktober 2016 kam ein weiterer Fall von Dopingmissbrauch durch den elftplatzierten Armenier Norayr Wardanjan hinzu. Damit rückten der bisher fünftplatzierte Iraner Saeid Mohammadpour, der bisher achtplatzierte Koreaner Kim Min-jae und der bisher neuntplatzierte Pole Tomasz Zieliński auf die Medaillenränge vor. Drei Jahre später wurde auch der Albaner Endri Karina aufgrund positiver Nachtests wegen Dopings disqualifiziert.
Der Ukrainer Artem Iwanow, der bei den ukrainischen Meisterschaften 2012 bereits 420 Kilogramm und damit acht Kilogramm über dem damaligen Weltrekord gehoben hatte, nahm ohne Angabe von Gründen nicht am obligatorischen Einwiegen der Athleten teil und wurde daher disqualifiziert.